# Inferencijalna statistika
Inferencijalna statistika je naziv za onaj stupanj statističkog načina mišljenja koji se ne zadovoljava jednostavnim konstatiranjem činjenica, dobivenim različitim mjerenjima, već upozorava na to da je većina mjerenja dobivena na uzorcima, a ne na populaciji. Budući se provjeravanje pitanja postavljenih inferencijalnom statistikom osniva gotovo bez iznimke na logici i zakonima normalne distribucije, neki statističari upozoravaju da je podjela na deskriptivnu i inferencijalnu statistiku korisna u praksi, ali da nije možda potpuno logična. 